# Сборная КНДР по футболу
Национа́льная сбо́рная КНДР по футбо́лу — национальная футбольная команда, представляющая КНДР на международных турнирах. Участник двух чемпионатов мира (1966, 2010). Домашние матчи проводит на стадионе Первого мая.

## История

### Чемпионат мира 1966

Только что окончился матч КНДР — Италия. Снимок 1966 г.

Годом славы сборной КНДР стал 1966 год, когда КНДР участвовала в чемпионате мира по футболу в Англии и, к удивлению многих, вышла в четвертьфинал, хотя в команде играли непрофессионалы. На групповом этапе «Чхоллима» сначала потерпела поражение от Советского Союза (0:3), затем сыграла вничью со сборной Чили (1:1) и, наконец, в последнем матче одержала сенсационную победу над итальянцами — со счётом 1:0, которая у их соперников вошла в историю самых тяжёлых поражений «скуадры адзурры». В четвертьфинале корейцы встретились с командой Португалии и поразили болельщиков, собравшихся на стадионе в Ливерпуле, тремя голами, которые были забиты в ворота португальцев в течение первых 24 минут встречи. Но матч закончился поражением сборной КНДР со счётом 3:5. Французский политолог Пьер Ригуло, утверждал, что всех футболистов сборной посадили в тюрьму по возвращении домой. Якобы стало известно, что после матча с Италией вся команда на вечеринке пьянствовала в полном составе и приставала к женщинам, опорочив тем самым высокоморальный облик граждан КНДР. Заключения избежал только Пак Ду Ик. Позже британский режиссер Дэниел Гордон нашёл бармена, обслуживавшего корейцев в ночь после победы — и тот заявил, что они заказывали только содовую и при этом выпили месячный запас. В книге «Пхеньянские аквариумы» беженец из КНДР Кан Чхольхван утверждает, что в северокорейском лагере Ёдок он встретил игрока сборной Пак Сын Джина. В 2002 году британский режиссёр Даниэль Гордон создал документальный фильм «Игра их жизней», где рассказал о судьбах семи к тому времени остававшихся в живых членов той северокорейской сборной.
Выход северокорейцев в плей-офф чемпионата мира стал первым серьёзным успехом для азиатских сборных: до этого ни одна национальная команда крупнейшей части света не преодолевала групповой барьер мундиаля.

### Чемпионат мира 2010

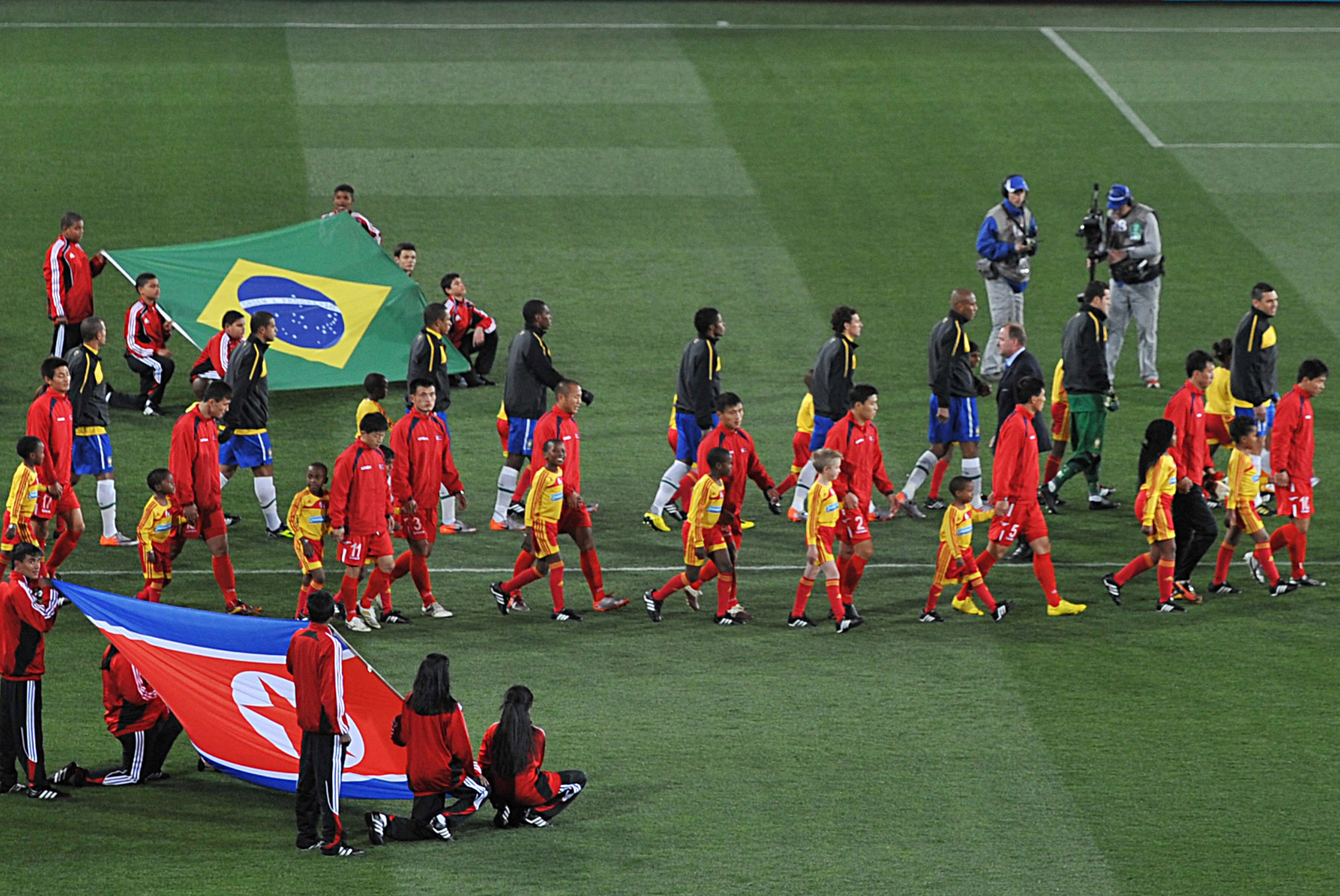
Сборная КНДР выходит на матч против сборной Бразилии (чемпионат мира 2010 года).

Следующим крупным достижением сборной КНДР стало участие в финальной части чемпионата мира 2010 года. В стартовом матче этого турнира игроки КНДР показали интересный, комбинационный футбол, уступив пятикратным чемпионам мира, команде Бразилии, с минимальным разрывом 1:2. Однако уже в следующем матче сборная Португалии нанесла северокорейцам сокрушительное поражение, забив в их ворота семь безответных мячей, тем самым лишив их даже теоретических шансов на выход в 1/8 финала. На послематчевой пресс-конференции тренер сборной КНДР Ким Джон Хун заявил:
Наши игроки сделали всё, что было в их силах. Рухнула наша тактическая схема, и мы не смогли остановить португальцев. Как главный тренер команды, я чувствую, что это моя вина. Я не смог выбрать правильную стратегию на матч.
В последнем своём матче, уже не имевшем турнирного значения, сборная КНДР пропустила три безответных мяча от команды Кот-д’Ивуара, чем установила антирекорд группового турнира — двенадцать пропущенных мячей при одном забитом. Таким образом, наряду со сборной Камеруна, сборная КНДР стала второй командой, которой не удалось набрать ни одного очка, финишировав на последнем месте в группе и с большой отрицательной разницей забитых и пропущенных мячей.

## Состав сборной
Следующие игроки были вызваны в состав сборной главным тренером Ким Ён Джуном для участия в матчах Кубка Азии 2019, который прошёл в ОАЭ с 5 января по 1 февраля 2019 года.
Игры и голы приведены по состоянию на 8 января 2019 года:
| 1  | Вр  | Ри Мён Гук    | 9 сентября 1986 (38 лет)   | 102 | 0  | Пхеньян Сити  |  |  |
| 18 | Вр  | Син Хёк       | 3 июля 1992 (33 года)      | 1   | 0  | Кигванча      |  |  |
| 21 | Вр  | Кан Чжу Хёк   | 31 мая 1997 (28 лет)       | 1   | 0  | Хвэбул        |  |  |
|    |     |               |                            |     |    |               |  |  |
| 2  | Защ | Ким Чхоль Бом | 16 июля 1994 (31 год)      | 8   | 0  | 25 апреля     |  |  |
| 3  | Защ | Чан Кук Чхоль | 16 февраля 1994 (31 год)   | 39  | 5  | Хвэбул        |  |  |
| 4  | Защ | Ким Сон Ги    | 23 октября 1988 (36 лет)   | 6   | 0  | Фудзиэда МИФК |  |  |
| 5  | Защ | Ан Сон Иль    | 30 ноября 1992 (32 года)   | 30  | 5  | 25 апреля     |  |  |
| 6  | Защ | Ри Дон Иль    | 20 ноября 1992 (32 года)   | 1   | 0  | Кигванча      |  |  |
| 13 | Защ | Сим Хён Джин  | 1 января 1991 (34 года)    | 30  | 5  | 25 апреля     |  |  |
| 17 | Защ | Ри Чан Хо     | 4 января 1990 (35 лет)     | 5   | 0  | Хвэбул        |  |  |
| 23 | Защ | Ри Иль Чжин   | 20 августа 1993 (31 год)   | 5   | 0  | Собэксу       |  |  |
|    |     |               |                            |     |    |               |  |  |
| 9  | ПЗ  | Ким Ён Иль    | 6 июля 1994 (31 год)       | 10  | 1  | Кигванча      |  |  |
| 12 | ПЗ  | Ким Гён Хун   | 11 августа 1990 (34 года)  | 2   | 0  | Кёнгоноп      |  |  |
| 14 | ПЗ  | Кан Гук Чхоль | 29 сентября 1999 (25 лет)  | 8   | 0  | Римёнсу       |  |  |
| 15 | ПЗ  | Ри Ын Чхоль   | 13 июля 1995 (30 лет)      | 12  | 0  | Сонбонг       |  |  |
| 16 | ПЗ  | Ри Ён Джик    | 8 февраля 1991 (34 года)   | 14  | 3  | Токио Верди   |  |  |
| 20 | ПЗ  | Чхо Сон Хёк   | 8 февраля 1998 (27 лет)    | 0   | 0  | Ареццо        |  |  |
| 22 | ПЗ  | Ри Гым Чхоль  | 9 декабря 1991 (33 года)   | 6   | 0  | Вольмидо      |  |  |
|    |     |               |                            |     |    |               |  |  |
| 7  | Нап | Хан Кван Сон  | 11 сентября 1998 (26 лет)  | 2   | 0  | Аль-Духаиль   |  |  |
| 8  | Нап | Ри Хёк Чхоль  | 27 января 1991 (34 года)   | 19  | 8  | Римёнсу       |  |  |
| 10 | Нап | Пак Кван Рён  | 27 сентября 1992 (32 года) | 34  | 13 | Санкт-Пёльтен |  |  |
| 11 | Нап | Чон Иль Гван  | 30 октября 1992 (32 года)  | 62  | 21 | Люцерн        |  |  |
| 19 | Нап | Рим Кван Хёк  | 5 августа 1992 (32 года)   | 6   | 3  | Кигванча      |  |  |

## Сборная КНДР на крупнейших международных турнирах

### Чемпионат мира
- 1930 — 1962 — не принимала участия
- 1966 — четвертьфинал
- 1970 — 1994 — не прошла квалификацию
- 1998 — 2002 — не принимала участия
- 2006 — не прошла квалификацию
- 2010 — 4-е место в группе
- 2014 — 2018 — не прошла квалификацию
- 2022 — отказалась от участия (сыграв 5 матчей в отборочном турнире)
- 2026 — не прошла квалификацию

### Олимпийские игры
- 1900 — 1960 — не принимала участия
- 1964 — прошла квалификацию, но отказалась от участия
- 1968 — не прошла квалификацию
- 1972 — не прошла квалификацию
- 1976 — четвертьфинал
- 1980 — не прошла квалификацию
- 1984 — не принимала участия
- 1988 — не принимала участия
- 1992 — не прошла квалификацию
- 1996 — не принимала участия
- 2000 — 2020 — не прошла квалификацию

### Кубок Азии
- 1956 — 1972 — не принимала участия
- 1972 — не прошла квалификацию
- 1980 — 4-е место
- 1984 — не принимала участия
- 1988 — не прошла квалификацию
- 1992 — групповой этап
- 1996 — не принимала участия
- 2000 — не прошла квалификацию
- 2004 — не прошла квалификацию
- 2007 — не прошла квалификацию
- 2011 — групповой этап
- 2015 — групповой этап
- 2019 — групповой этап
- 2023 — отказалась от участия (сыграв 5 матчей в отборочном турнире)

### Кубок вызова АФК
- 2006 — не принимала участия
- 2008 — 3-е место
- 2010 — Победитель
- 2012 — Победитель
- 2014 — не принимала участия

### Азиатские игры
- 1951 — 1970 — не принимала участия
- 1974 — 4-е место
- 1978 — Чемпион
- 1982 — 4-е место
- 1986 — не принимала участия
- 1990 — 2-е место
- 1994 — не принимала участия
- 1998 — групповой этап
- 2002 — четвертьфинал
- 2006 — четвертьфинал
- 2010 — четвертьфинал